# Xã Leech Lake, Quận Cass, Minnesota
Xã Leech Lake (tiếng Anh: Leech Lake Township) là một xã thuộc quận Cass, tiểu bang Minnesota, Hoa Kỳ. Năm 2010, dân số của xã này là 436 người.